# 史蒂夫·格柏

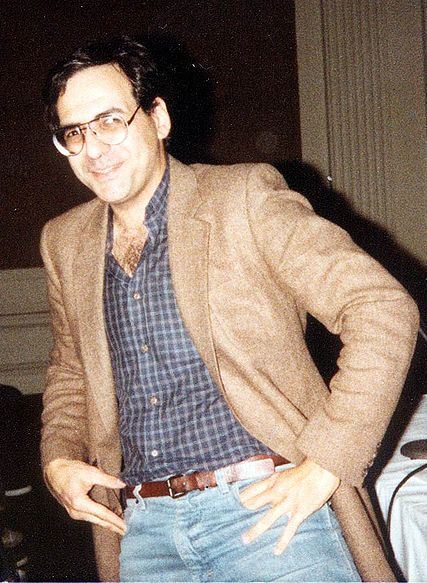
史蒂夫·格柏

史蒂夫·罗斯·格伯（1947年9月20日 - 2008年2月10日） 是一位美国漫画家，也是漫威漫畫角色霍華鴨的設計師。
2007年，格柏因特发性肺纤维化住院治疗。 2008年2月10日，格伯因并发症去世。 